# Bingo Gazingo
Bingo Gazingo, nome artístico de Murray Wachs (New York, 2 de junho de 1924 - New York, 1 de janeiro de 2010) foi um poeta e cantor estadunidense.
Ex-funcionário dos correios de Nova Iorque, Gazingo lançou duas versões do seu álbum-single, ambas intituladas Bingo Gazingo, pela gravadora WFMU - a primeira em fita cassete, a segunda em CD, com algumas poucas mudanças entre elas.
O álbum é composto da leitura feita por Bingo de seus próprios poemas, com um acompanhamento musical improvisado.